# Maciej Jablonowski
Maciej Jablonowski (en polonès Maciej Jabłonowski) va néixer a Yablonov (Ucraïna) el 1569 i va morir a Kolomija el 1619. Era un noble i militar polonès, fill de Valentí Jablonowski (1545-1606) i d'Elzbieta Labedzianka (1550-1588).
Va ser capità de l'exèrcit reial, durant el regnat d'Esteve Bathory I i després durant el de Segimon III Vasa.

## Matrimoni i fills
Cap al 1600 es va casar a Yablonov amb Caterina Kłomnicka (1579-1621), filla de Joan Klomnicki (1545-1600) i de Dorotea Sobiekurska. Fruit d'aquest matrimoni nasqué Joan Jablonowski (1600-1647), casat amb Anna Ostrorog (1610-1648), i dues filles més que no arribaren a l'edat adulta. I més tard es tornà a casar amb Jacoba Potocki.